# Ząbkowice Śląskie (gmina)
Ząbkowice Śląskie est une gmina mixte du powiat de Ząbkowice Śląskie, Basse-Silésie, dans le sud-ouest de la Pologne. Son siège est la ville de Ząbkowice Śląskie, qui se situe environ 63 km au sud de la capitale régionale Wrocław.
La gmina couvre une superficie de 146,88 km2 pour une population de 23 162 habitants.

## Géographie
La gmina est bordée par la ville de Piława Górna et les gminy de Bardo, Ciepłowody, Kamieniec Ząbkowicki, Niemcza, Stoszowice et Ziębice.